# Болотяний крячок
Болотяний крячок (Chlidonias) — рід птахів родини крячкових. Мешканці стоячих прісноводних водойм.

## Опис
Птахи невеликі за розміром. У забарвленні крил та тулуба зазвичай присутній чорний колір. Дзьоб і лапи чорні або червоні.
Поширені від Північної Америки до Австралії. Заселяють стоячі прісноводні водойми. Гніздяться невеликими колоніями на маленьких озерах та болотах. Гнізда із водної рослинності будують на поверхні води. У кладці 2—3 яйця, насиджування триває 2 тижні або трохи більше. Молоді птахи піднімаються на крило через 3 тижні.
Живляться переважно комахами, а також дрібною рибою.
Птахи є перелітними, на зимівлю відлітають в помірні південні широти та тропіки. 

## Види
Рід включає 3 або 4 види. Перші три з них зустрічаються на території України:
- Крячок чорний (Chlidonias niger)
- Крячок білокрилий (Chlidonias leucopterus)
- Крячок білощокий (Chlidonias hybridus)
- Крячок новозеландський (Chlidonias albostriatus або Sterna albostriatus)